# In Vivo (EP)
Albums de Loco Locass
Manifestif
(2000) Amour Oral
(2004)
In Vivo est un EP du groupe de rap québécois Loco Locass, sorti le 10 juin 2003.

## Liste des chansons
1. "ROC rap"
2. "Super Mario"
3. "Yallah (Live)"
4. "Sheila Djom (Live)"
5. "Le grand Rio (Live)"
6. "Soupe du jour"

## Contenu accessible par ordinateur
- Fichiers audio

1. ROC Rap
2. Super Mario
3. Manifestif
4. Art Politik
5. Langage-Toi
6. Boom Baby Boom !
7. Priapée La P'tite Vite (a cappella)
8. Art Poétik
9. Yallah
10. Sheila Djom
11. Le Grand Rio
12. Soupe du Jour

- Fichiers Vidéo

1. ROC Rap
2. Super Mario
3. Sheila Djom
4. Manifestif
5. Langage-Toi
6. Extra : 30 capsules

- Clip Interactif

1. Le Grand Rio